# Chandra

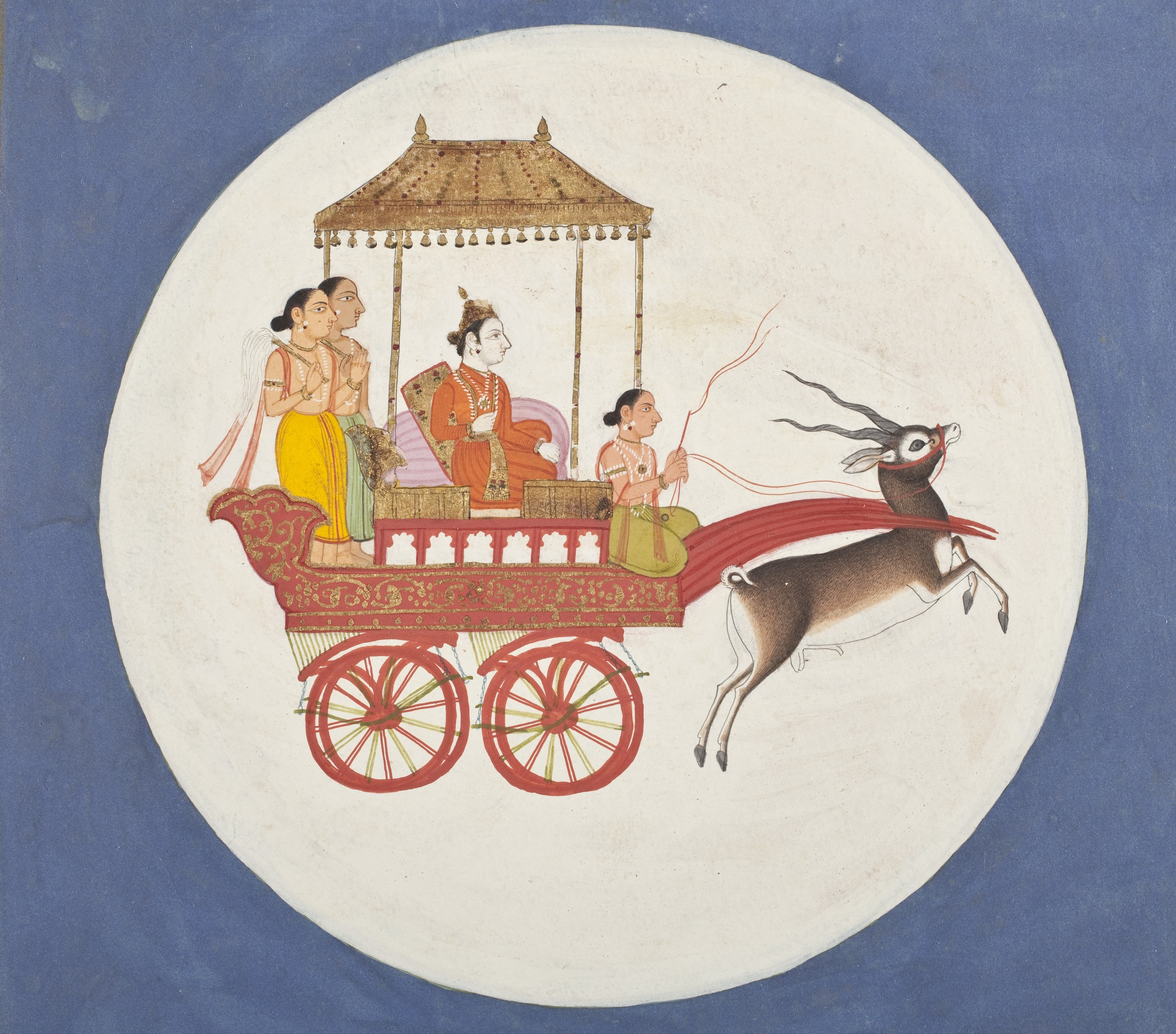
En 1700-talsmålning av Chandra.

Chandra (ordagrant "lysande") är en mångud och en Graha inom hinduismen. Chandra identifieras också med den vediska månguden Soma (ordagrant "saft", vilket syftar på växtsaft) Chandra beskrivs som ung, vacker och rättvis.